# Pierre Choderlos de Laclos
Pierre Ambroise François Choderlos de Laclos (ur. 18 października 1741 w Amiens, zm. 5 września 1803 w Taranto) – francuski inżynier wojskowy, urzędnik, generał i pisarz, któremu sławę przyniosła powieść Niebezpieczne związki (1782).

## Życiorys
Ojciec Pierre’a Choderlosa de Laclos był urzędnikiem rządowym. W styczniu 1760 Choderlos de Laclos został uczniem Królewskiego Korpusu Artyleryjskiego, dwa lata później jako podporucznika wysłano go do portu La Rochelle. Z końcem wojny siedmioletniej wysłany został do południowo-wschodniej Francji. W roku 1767 opublikował swój pierwsze utwóry literackie – wiersze we francuskim czasopiśmie Almanach des Muses. W 1769 przeprowadził się do Grenoble, gdzie pozostał przez 4 lata. W tym czasie opublikował kolejny wiersz.
W grudniu 1776 został wolnomularzem. W następnym roku wystawił w Paryżu swoją operę komediową Ernestine, która była adaptacją bajki Marie-Jeanne Riccoboni. Swoje najbardziej znane dzieło, Niebezpieczne związki, zaczął pisać prawdopodobnie w roku 1778. Zaangażowany w pracę nad powieścią był podczas pracy nad fortyfikacją wyspy Aix w 1779. Podczas urlopu w Paryżu w latach 1780–1781 zaczął starać się o wydanie książki. Pierwsze wydanie Niebezpiecznych związków ukazało się w nakładzie 2000 sztuk 7–10 kwietnia 1782, drugie wydanie (w takim samym nakładzie) 21 kwietnia tego samego roku. Pod koniec roku 1782 rozpoczął się związek Choderlos de Laclos z Marie-Soulange Duperre, która w 1786 została jego żoną.
W 1786 rozpoczął pisanie nigdy nie skończonej rozprawy o najlepszej metodzie edukacji kobiet. Później wydawał różne mniejsze prace. W 1788 wstąpił na dwór Księcia Orleanu i towarzyszył mu do roku 1790. Angażował się w rewolucyjną działalność korzystając z mocy swojego pióra.
W 1791 roku opuścił armię. W wyniku walk politycznych został aresztowany, wypuszczony wiosną 1793 i uwięziony ponownie w listopadzie. Spodziewał się, że zostanie skazany na ścięcie gilotyną, ale uwolniono go w grudniu 1794 roku wskutek szerokiej działalności w latach swojej świetności. W 1800 Laclos został mianowany generałem artylerii. Funkcje wojskowe pełnił aż do śmierci. Zmarł 5 września 1803 we Włoszech.

## Twórczość
- 1776: Ernestine
- 1782: Niebezpieczne związki (Les liaisons dangereuses)